# Biblioteca Digital Floridablanca
La Biblioteca Digital Floridablanca es un repositorio institucional que alberga fondos digitalizados en acceso libre y gratuito pertenecientes a la Colección histórica de la Universidad de Murcia.
Depende del área de Biblioteca de la Universidad de Murcia y, dentro de esta, de la sección de Fondo Antiguo.

## Origen
El proyecto de digitalización del Fondo Histórico de la Biblioteca de la Universidad de Murcia se inició en el año 2002 gracias a la colaboración de patrocinadores como el Banco de Santander, CajaMurcia y más recientemente la Fundación Séneca. Durante estos años se ha llevado a cabo un proceso de selección para incluir en la Biblioteca Digital Floridablanca aquellos títulos de mayor relevancia o interés, garantizando al mismo tiempo su acceso universal y conservación.

## Objetivos
La Biblioteca Digital Floridablanca tiene como objetivo permitir el acceso abierto del Fondo Histórico de la Universidad de Murcia, facilitando su consulta, libre y gratuita, su difusión y su preservación.

## Situación actual
En estos momentos la colección digital se compone de más de 200.000 páginas digitalizadas.

## Colecciones
Biblioteca Floridablanca [496]
- Incunables [15]
- siglo XIX [76]
- siglo XVI [157]
- siglo XVII [162]
- siglo XVIII [71]
- siglo XX [15]

Imágenes Librorum [1806]
- Filigranas [652]
- Grabados [936]
- Marcas de impresor [218]

Imagenes librorum es un proyecto de investigación bibliográfica y documental en el marco de las políticas de difusión del Patrimonio Bibliográfico y Documental a la luz de las nuevas tecnologías de la información. El objetivo es ofrecer un repertorio digital de todos los grabados, marcas tipográficas y filigranas de papel que aparecen en los libros de la Colección histórica de la Universidad de Murcia (siglo XV-XIX). El repertorio constituye un sistema de recuperación de las imágenes para su estudio y/o reutilización de forma independiente a los catálogos de la biblioteca y de la Biblioteca Digital Floridablanca, en los que la recuperación es posible por obras pero no por imágenes. Se ha aplicado en su creación la metodología de descripción de partes componentes, en cuanto todas las imágenes forman parte de una unidad bibliográfica mayor, y las técnicas de análisis de imagen necesarias para la identificación de recursos gráficos.

## Integración en otros proyectos digitales
La Biblioteca Digital Floridablanca se integra en catálogos y proyectos cooperativos nacionales e internacionales como Hispana y Europeana. 
Hispana reúne las colecciones digitales de archivos, bibliotecas y museos conformes a la Iniciativa de Archivos Abiertos que promueve la Unión Europea y cumple en relación con los repositorios digitales españoles funciones análogas a las de Europeana en relación con los repositorios europeos, es decir, constituye un agregador de contenidos de las bases de datos de colecciones digitales. Entre estas colecciones destacan los repositorios institucionales de las universidades españolas y las bibliotecas digitales de las comunidades autónomas que ofrecen acceso a conjuntos crecientes de todo tipo de materiales (manuscritos, libros impresos, fotografías, mapas...) del patrimonio bibliográfico español. Las bibliotecas digitales de las comunidades autónomas, y otras de carácter local, aportan, a través de Hispana, sus contenidos al proyecto EuropeanaLocal, en el que el Ministerio de Cultura participa como coordinador nacional junto con otras 32 instituciones de 26 países.

## Libros destacados
- Libro de la anothomia del hombre
- Quaestionis in Aristotelis Metaphycam
- Historia de las yeruas, y plantas, sacada de Dioscoride Anazarbeo y otros insignes Autores, con los nombres Griegos, Latinos, y Españoles
- Omnia Platonis Opera